# Acherontia styx
Acherontia styx, de oostelijke doodshoofdvlinder, is een vlinders uit de familie van de pijlstaarten (Sphingidae). Van de soort worden twee ondersoorten onderscheiden: de typische ondersoort Acherontia styx styx, en de daarvan afwijkende Acherontia styx medusa.

## Voorkomen
Acherontia styx medusa komt voor in het gehele oosten van continentaal Azië, van het noordoosten van China (als migrant) en Japan, naar het zuiden via het oosten van China en Vietnam naar het schiereiland van Maleisië en Thailand. Ook komt hij voor op de eilanden van de archipel, van Sumatra, Borneo en de Filipijnen tot aan de Molukken.
Acherontia styx styx komt voor van middennoorden en het westen van China naar het westen via het noorden van Thailand, Birma, Bangladesh, India, Nepal, Pakistan en Iran tot aan Saoedi-Arabië, de Verenigde Arabische Emiraten, Oman, Jemen, Israël en Irak.

## Waardplanten
De rups leeft op:
- Bignoniaceae
  - Spathodea sp.
  - Tecoma stans (L.) Juss. ex Kunth
- Cucurbitaceae
  - Cucurbita sp.
- Lamiaceae
  - Vitex agnus-castus L.
  - Volkameria inermis L.
- Oleaceae
  - Jasminum sp.
- Solanaceae
  - Lycium sp.
  - Solanum lycopersicum L.
  - Solanum tuberosum L.
  - Withania somnifera (L.) Dunal
- Verbenaceae
  - Duranta sp.
  - Lantana camara L.